# Ongevallenverzekering (Nederland)
Een ongevallenverzekering in Nederland is een sommenverzekering die tot doel heeft een uitkering te verstrekken indien de verzekerde een ongeval overkomt. Er kan een uitkering worden verstrekt bij ziekenhuisopname, blijvende invaliditeit en overlijden.

## Definitie ongeval
De definitie van een ongeval is uniform (door alle verzekeraars) vastgesteld:
Een plotseling, onverwacht, van buiten inwerkend geweld op het lichaam van de verzekerde, waaruit rechtstreeks een medisch vast te stellen lichamelijk letsel is ontstaan, of zijn of haar dood.
Een aantal voorvallen, die niet altijd binnen de definitie vallen, zijn ook verzekerd:
- Wondinfectie en bloedvergiftiging
- Acute vergiftiging door gebruik/binnenkrijgen van vergiftigde spijzen/dranken/andere stoffen
- Ziekten ontstaan door onvrijwillig vallen in water of een andere vloeistof of bij poging tot het redden van mens of dier
- Verdrinking
- Verstikking
- Bevriezing
- Zonnesteek
- Verstuiking, ontwrichting, spierscheuring.
- Complicaties en verergeringen na een ongeval als gevolg van eerste hulp of medische behandeling.

## Dekking
De gevolgen van een ongeval kunnen in vier afzonderlijke rubrieken worden verzekerd. De verzekerde kan zelf, binnen grenzen, de gewenste verzekerde som per rubriek bepalen.
- Rubriek A voorziet in een eenmalige uitkering bij overlijden;
- Rubriek B voorziet in een eenmalige uitkering bij blijvende invaliditeit. De hoogte van de uitkering is afhankelijk van de mate van invaliditeit;
- Rubriek C voorziet in een periodiek uitkering bij tijdelijke arbeidsongeschiktheid;
- Rubriek D voorziet in een daguitkering bij ziekenhuisopname.

## Noodzaak
Vroeger was de ongevallenverzekering de enige mogelijkheid voor ondernemers om zich tegen de gevolgen van arbeidsongeschiktheid te verzekeren. Na het ontstaan van de arbeidsongeschiktheidsverzekering is de ongevallenverzekering voor dit doel in onbruik geraakt.
Het verzekeren van Rubriek B is door de terugtredende overheid tegenwoordig steeds meer noodzaak geworden. Bij invaliditeit worden de noodzakelijke voorzieningen, zoals het aanpassen van de woning of vervoersvoorzieningen, steeds minder door de overheid bekostigd. Deze vergoeding vond voorheen plaats vanuit de Wet voorzieningen gehandicapten (WVG), welke met ingang van 2007 is opgegaan in de nieuwe Wet maatschappelijke ondersteuning (Wmo).

## Collectieve verzekering
Tegenwoordig behoort een collectieve ongevallenverzekering voor het personeel vaak tot de secundaire arbeidsvoorwaarden. Een dergelijke collectieve verzekering voorziet in een uitkering in de rubrieken A en B. Vaak wordt één of twee keer het jaarsalaris verzekerd. Voor fulltimers geldt een 24-uurs dekking. Parttimers zijn alleen verzekerd tijdens de uitoefening van de werkzaamheden en het woon-werkverkeer.
Verenigingen en scholen hebben doorgaans voor de leden/leerlingen een ongevallenverzekering afgesloten met de rubrieken A en B. De leden/leerlingen zijn verzekerd tijdens de activiteiten.

## Ongevallen inzittendenverzekering
De ongevallenverzekering kan ook als aanvullende dekking op de autoverzekering worden meeverzekerd. De inzittenden (onder wie de bestuurder) van de auto zijn verzekerd tijdens ritten met de auto.